# PNET
PNET（Postal advanced NETwork system、郵政総合情報通信ネットワーク）は、日本郵政グループにおける各事業の基幹システムと郵便局を接続する企業専用ネットワーク網である。

## 歴史と概要
ATM交換機と専用線により構築され、1987年に第1次PNETとして運用を開始した。
1994年に更改を開始し1997年に完成した第2次PNETでは、当時官庁主導で導入が進められたOSI化を目的にX.25回線に増強されたが、実際のところOSIによる通信システムは主導者であった郵政省のPNET以外に採用されることはなかった。また、当時の郵政系端末はOSI/TPなどをサポートするため非常に高価になり、インターネットの一般化を目前に、本末転倒と笑いを誘う状況であった。しかし、PNETを使用する各システムを提供する開発ベンダ（富士通/NEC/日立）はX.25 on TCP/IPにて通信を行うなど工夫を行っていた。この工夫の中、いくつかのシステムにおいてはDelegateによるオープンソース製品の適用（1997年）やRubyによる擬似端末エミュレータ（1999年）など、興味深い試みも実施されている。
このような状況を踏まえ、2000年に更改を開始し2002年3月に完成した第3次PNETにおいては、第2次PNETより継承したパケット通信網とともにIPによる通信網を構築している。
2006年3月に野村総合研究所をプライムコントラクタとして第4次PNETの構築を開始した。第4次PNETにおいてはパケット通信網を廃棄し、完全にIPによる通信網のネットワークとなる。2007年より順次更改に着手、2年間かけて展開の後、2008年11月に完成した。
2012年4月、第5次PNETの構築を開始した。設計及び構築に係る工程管理支援作業等の委託をアクセンチュア株式会社が落札した。2013年には、拠点側通信網構築・敷設工事等をソフトバンクモバイルが落札し、ネットワーク移行の管理・調整業務を野村総合研究所に委託した。2014年に導入・移行を開始、2015年6月に稼働した。